# Бортневский, Виктор Георгиевич
Ви́ктор Гео́ргиевич Бортне́вский (28 августа 1954 — 19 апреля 1996) — советский и российский историк, исследователь Белого движения и гражданской войны в России, кандидат исторических наук (1983).
Один из первых авторов, решившихся отказаться от традиций и установок советской историографии и начавших использовать принципиально новый подход к истории гражданской войны, опровергая устоявшиеся стереотипы о «классово-сословном характере», «бесперспективности» Белого движения и безальтернативности власти большевиков. Основные труды учёного посвящены освещению биографий русских генералов, тематике красного и белого террора, истории русской военной эмиграции.
Стал первым на историческом факультете ЛГУ, кто подал заявление о выходе из КПСС. Первым рассказал в советской печати правду о похищениях агентами НКВД в Париже председателей РОВСа генералов А. П. Кутепова и Е. К. Миллера.

## Биография
Виктор Георгиевич родился 28 августа 1954 года в старой петербургской семье.
По окончании средней школы работал на Ленинградском металлическом заводе формовщиком и токарем, учился во ВТУЗе при ЛМЗ, затем проходил срочную службу в войсках ПВО. После службы в армии и обучения на подготовительном отделении Ленинградского университета в 1975 году поступил на исторический факультет.

### Начало научной деятельности
В 1980 году окончил исторический факультет Ленинградского университета, в стенах которого занимался сюжетами русской истории первой трети XIX века, затем аспирантуру Ленинградского отделения Института истории СССР Академии наук. В 1983 году защитил кандидатскую диссертацию на тему «Культурно-просветительские учреждения Ленинграда в период Великой Отечественной войны 1941—1945 гг». Работал научным сотрудником научным сотрудником в ленинградском отделении Института истории СССР, одновременно с 1984 года преподавал и вёл научные исследования в Ленинградском университете, читал лекции на историческом факультете. С 1986 года доцент кафедры советского общества ЛГУ; уволен в 1991 года вследствие конфликта с деканом И. Я. Фрояновым и бывшим секретарём парткома А. Я. Дегтярёвым.
В 1991 году основал известный историко-документальный альманах «Русское прошлое», был его главным редактором. Альманах занимался публикацией неизвестных ранее исторических работ, авторами которых были авторы как из России, так и из Русского Зарубежья.

### Отказ от советских установок. Новый подход к изучению гражданской войны
В 1990 году Виктор Бортневский стал первым на историческом факультете ЛГУ, кто подал заявление о выходе из КПСС.
Ввёл в научный оборот большое количество материалов, которые содержались в американских архивах (документы коллекции РОВС Архива Свято-Троицкого монастыря в Джорданвилле, а также различных коллекций Архива Гуверовского института). Главный редактор историко-документального альманаха «Русское прошлое», где и были впервые опубликованы уникальные документы из закрытых или недоступных ранее советских и зарубежных архивов (1991—1996). Член редакции военно-исторического журнала «Новый Часовой» (1994—1996).
Писал статьи для таких изданий, как «Невское время», «Смена», «Учительская газета», «Собеседник», «Вестник ЛГУ», «Родина» (Москва) и ряда других".
В 1989 году впервые в советской печати рассказал правду о похищениях агентами НКВД в Париже генералов Е. К. Миллера и А. П. Кутепова. По мнению председателя РОВС И. Б. Иванова, это был удар по престижу всемогущего ведомства ВЧК — КГБ, вокруг которого коммунистическая пропаганда десятилетиями создавала ореол «рыцарей революции» с «чистыми руками и горячими сердцами».
В 1991 году Виктор Георгиевич впервые в России издал книгу последнего командующего Дроздовской дивизии генерал-майора А. В. Туркула «Дроздовцы в огне». Кроме качеств серьезного исследователя, Виктор Георгиевич обладал даром незаурядного популяризатора. Под его пером люди и события становились живыми, яркими, интересными самым разным читателям, так Бортневский писал о белых генералах — Маркове, Дроздовском, Каппеле, Врангеле.
Виктор Георгиевич решился отказаться от традиций и установок советской историографии, стал демонстрировать принципиально новый подход к истории Гражданской войны, опровергать устоявшиеся советские стереотипы о «реакционном» и «классово-сословном характере» белых армий, бесперспективности Белого движения и безальтернативности большевистской власти. Особое внимание учёный уделял биографике русских генералов, сопоставлению красного и белого террора, истории русской военной эмиграции 1920-х — 1940-х годов. Его принципиальная позиция привела к конфликту с руководством исторического факультета, имевшим персональные связи с ЦК КПСС и верхушкой ленинградской парторганизации, а также рядом коллег, придерживавшихся стереотипных оценок и суждений советской эпохи. Младший коллега Бортневского — К. М. Александров — пишет, что свою роль могла сыграла также и ревность к талантливому преподавателю, собиравшему полные аудитории, несмотря на самое неудобное расписание. Партком университета принял решение «дать отпор» выступлениям Бортневского, и ленинградским историкам было дано указание выступить против него, чего, однако, эти историки, несмотря на давление, делать не стали. Тем не менее в результате развернувшейся кампании против него, учёный был вынужден покинуть ЛГУ. Однако ни партком, ни учёные советы не были властны заставить его прекратить научную и публикаторскую деятельность.
Вскоре он получил приглашение от Калифорнийского университета, и в 1992 года выехал в США. Работал в Йельском университете (город Нью-Хейвен) (1992—1994), в Гуверовском институте войны, революции и мира Стэнфордского университета (1994—1995). При этом проживание и исследовательская работа Виктора Георгиевича в США не были эмиграцией. Это была научная командировка, вызванная текущими жизненными обстоятельствами.
В последние годы жизни читал лекции по истории Белого движения и русской эмиграции в Санкт-Петербургском и ряде американских университетов (Читал лекции в Калифорнийском университете в Риверсайде, университете Вашингтона, работал в Гуверовском институте войны, революции и мира Стэнфордского университета (1994—1995), университете Вашингтона и Ли в Лексингтоне (Виргиния) и Йельском университете). Выступал с лекциями и докладами в Центре Кеннана, в Институте Гарримана, в Гарвардском русском исследовательском центре, в Архиве Свято-Троицкого монастыря в Джорданвилле. Участник международных симпозиумов и конференций в Ирландии, Франции, Польше, Чехословакии и Канаде. Был удостоен ряда наград и стипендий американских научных центров: от Института Леннона, Гуверовского института, Йельского университета, Фонда Меллона и Центра русского и восточно-европейских исследований в Торонто (Канада), стипендии от Конгресса русских американцев на издание книги по истории гражданской войны.
Состоял членом Дроздовского объединения (1994—1996) в США, последний председатель которого — капитан Владимир Бутков — очень высоко отзывался о Бортневском.
Виктор Георгиевич подготовил более десятка радио- и телевизионных программ, собирал материалы для новаторской монографии по истории Белого движения на Юге России и русской эмиграции 1920-х годов, ознакомившийся в 1995 году с материалами которой историк Александров считает, что российская историческая наука лишилась весьма многообещающего научного труда.

### Смерть учёного
Учёный продолжал заниматься изучением устранения НКВД руководителей РОВС, исследовал загадку смерти создателя РОВС и одного из самых серьёзных врагов советской власти генерала П. Н. Врангеля, по одной из версий отравленного советским агентом. Бортневский делал официальные запросы в архивы КГБ на предмет открытия материалов по Врангелю, так как КГБ на тот момент уже признал своё участие в устранении генералов Кутепова и Миллера, бывших руководителями РОВС после генерала Врангеля. По Врангелю же архивы так и не открыты до наших дней. А Виктор Георгиевич — как считается — покончил жизнь самоубийством в Калифорнии. Александров, активно общавшийся с Бортневским в связи с научной деятельностью, отмечает, что настроение, планы, переживания Виктора Георгиевича в последний год его жизни не давали ни малейшего намёка на грядущую трагедию: «Он постоянно подчеркивал твердое намерение вернуться в Россию, защитить докторскую диссертацию — благо к тому тогда не было никаких препятствий — преподавать и писать…».
Похоронен В. Г. Бортневский на Большеохтинском кладбище Санкт-Петербурга. Вскоре после смерти Виктора Георгиевича было получено епископское благословение поминать его в Церкви в соответствии с чином поминовения православных усопших.
Основная часть научных архивов и материалов коллекции Виктора Георгиевича после его смерти исчезла, а часть была возвращена в Россию и введена в научный оборот коллегами учёного.

### Семья
Отец — Георгий Иванович Бортневский, мать — Марианна Викторовна Корчинская.
Жена — Надежда Анатольевна (урождённая Голубятникова), дочь — Анастасия.

## Научная деятельность
Один из первых советских историков, кто решился отказаться от традиций и установок советской историографии и начал рассматривать с учётом этого историю гражданской войны. В. Г. Бортневский демонстрировал принципиально новый подход к истории Гражданской войны, опровергая советские стереотипы о «реакционном» и «классово-сословном характере» Белых армий, «бесперспективности» Белого движения и т. д.
В 1983 г. защитил кандидатскую диссертацию «Культурно-просветительские учреждения Ленинграда в период Великой Отечественной войны 1941—1945 гг.».
Основные направления исследований:
- история Гражданской войны в России,
- история Белого движения и русской эмиграции.

Особое внимание учёный уделял биографике русского генералитета, сопоставлению «красного» и «белого» террора, истории белой военной эмиграции.
Автор более 150 научных работ — трудов по проблемам российской истории начала XIX века, гражданской и Великой Отечественной войн, многочисленных работ по истории Белого движения, его военных лидеров (П. Н. Врангеля, М. Г. Дроздовского, С. Л. Маркова, В. О. Каппеля, В. М. Чернецова), опубликованных в России и за границей.
В советской печати впервые опубликовал тиражом 25 тыс. экземпляров дневник декабриста П. С. Пущина 1813—1814, биографические очерки о генералах М. Г. Дроздовском, С. Л. Маркове, П. Н. Врангеле и других, записки А. В. Туркула, программные положения Пражского манифеста КОНР 1944, переписку между П. Н. Врангелем и И. А. Ильиным 1923-28 и другие ценные материалы по русской истории. Всего в перечне трудов Бортневского 1982—1998 годов — более ста шестидесяти публикаций по отечественной истории XIX—XX веков.
Подготовил к изданию «Записки белого офицера» Э. Н. Гиацинтова (1992). Опубликовал книгу «Белое дело: Люди и события» (1993). Уже после смерти Виктора Георгиевича в Санкт-Петербурге в серии «Библиотека журнала „Новый Часовой“» в свет вышла его небольшая монография «Загадка смерти генерала Врангеля, в которой, используя новые источники, включая документы Русского Обще-Воинского Союза, коллекции генерала Врангеля и другие материалы, автор впервые широко описал военно-политическую деятельность Главнокомандующего Русской армией и его отношения с другими деятелями русской эмиграции. Неизвестные материалы по истории русской эмиграции 1920-х годов» (1996). Посмертно в 1999 году были изданы его «Избранные труды».
Уже после ухода Виктора Георгиевича в Санкт-Петербурге в серии «Библиотека журнала „Новый Часовой“» в свет вышла его небольшая монография «Загадка смерти генерала Врангеля: Неизвестные материалы по истории русской эмиграции 1920-х годов». Используя новые источники, включая документы Русского Обще-Воинского Союза, коллекции генерала Врангеля и другие материалы, автор впервые широко описал военно-политическую деятельность Главнокомандующего Русской армией и его отношения с другими деятелями русской эмиграции.
Историк К. М. Александров так отзывался о Бортневском как о старшем коллеге и учёном:
Виктор Бортневский никогда не стремился возвыситься над собеседником, не использовал покровительственного тона, не изображал из себя мэтра от исторической науки, не гордился своей известностью и статусом. Он сразу же выстраивал человеческие и профессиональные отношения так, что они становились простыми, дружелюбными и интересными.

### Избранные труды
- Бортневский В. Г. Белое дело (Люди и события). — СПб.: Издательско-полиграфический техникум (Санкт-Петербург) — Независимая гуманитарная академия, Историко-географический центр «Гея», 1993. — Серия учебных пособий — 60 с.
- Бортневский В. Генерал П. Н. Врангель на чужбине: загадка смерти Белого вождя
- Бортневский В. Г. Дневник декабриста П. С. Пущина 1813—1814 гг. // Вестник ЛГУ. — 1986. — Вып. 4. — С. 27—33.
- Бортневский В. Г. Декабрист П. С. Пущин и его дневник // Дневник Павла Пущина. 1812—1814. Издание подготовил В. Г. Бортневский. — Л.: Изд-во Ленинградского ун-та, 1987. — С. 5—25.
- Бортневский В. Г. Загадка смерти генерала Врангеля. Неизвестные материалы по истории русской эмиграции 1920-х годов. — СПбГУ, 1996. — 166 с. (Библиотека журнала «Новый Часовой»)
- Бортневский В. Избранные труды. — Изд-во Санкт-Петербургского ун-та, 1999. — 492 с. (Библиотека журнала «Новый часовой») ISBN 5-288-02324-7
- Бортневский В. Г., Анисимов Е. В. Новые материалы о П. С. Пущине // Пушкин (электронное научное издание). — С. 157—161.
- Bortnevski V. White intelligence and counter-intelligence during the Russian civil war // The Carl Beck Papers in Russian and East European Studies. — № 1108. ISSN 2163-839X
- Гиацинтов Э. Записки белого офицера / Вступит. статья, подготовка текста и коммент. В. Г. Бортневского. — СПб.: «Интерполиграфцентр» СПбФК, 1992. — 267 с. ISBN 5-88560-077-5

### Основная биобиблиография
- Биобиблиогр.: Бортневский В. Г. Избранные труды. СПб., 1999.
- Лит.: Бидлак Р. и др. Памяти проф. В. Г. Бортневского // Русская жизнь (Сан-Франциско). 1996. 1 июня;
- Бекетов М., Данченко В., Носков В., Поляков Л., Терещук А. К читателю // Бортневский В. Г. Избранные труды. СПб., 1999;
- Иванов И. Б. Виктор Георгиевич Бортневский. 1954—1996. (Памяти друга и единомышленника) // Наши вести (Санта-Роза). 1997. Сентябрь № 448/2749. С. 23-24. http://izput.narod.ru/vgb.html

## Награды и признание
В 1990 году стал лауреатом Всесоюзного конкурса «Учительской газеты» на лучшую публикацию под рубрикой «За строкой учебника».